# Brugmansia vulcanicola
Espèce
Synonymes
- Brugmansia sanguinea vulcanicola (A.S. Barclay) Lockwood ex Govaerts[2]
- Datura vulcanicola A.S. Barclay[2]

Statut de conservation UICN

 EW  : Éteint à l'état sauvage
Brugmansia vulcanicola (nom vernaculaire Guamuco) est une espèce sud-américaine de « trompette des anges ». Elle est éteinte à l'état sauvage.

## Distribution
Cette espèce est endémique aux montagnes des Andes de la Colombie et de l'Équateur à des altitudes variant de 2 800 à 3 300 mètres.

## Toxicité
Toutes les espèces du genre Brugmansia sont toxiques,.